# Deutscher Taschenbuch Verlag
Deutscher Taschenbuch Verlag, anche nota con l'acronimo dtv, è una casa editrice tedesca specializzata in edizioni tascabili.
Fondata nel 1960 a Monaco di Baviera come consorzio di editori interessati a ripubblicare le opere dei loro cataloghi in formato tascabile a basso costo, diventando in breve tempo una realtà importante in termini di vendite, con milioni di copie vendute.  Inizialmente focalizzata su romanzi, racconti e saggi, ha progressivamente allargato il campo d'azione a dizionari, atlanti, opere di consultazione.